# سرگئی کوستاروف
سرگئی کوستاروف (انگلیسی: Sergey Kostarev؛ زادهٔ ۲۵ مارس ۱۹۶۶) ورزشکار شمشیربازی اهل اتحاد جماهیر شوروی سوسیالیستی است.
وی در مسابقات کشوری و بین‌المللی در مجموع برندهٔ ۱ مدال برنز شده‌است.